# Epitafium Pawła Volckamera

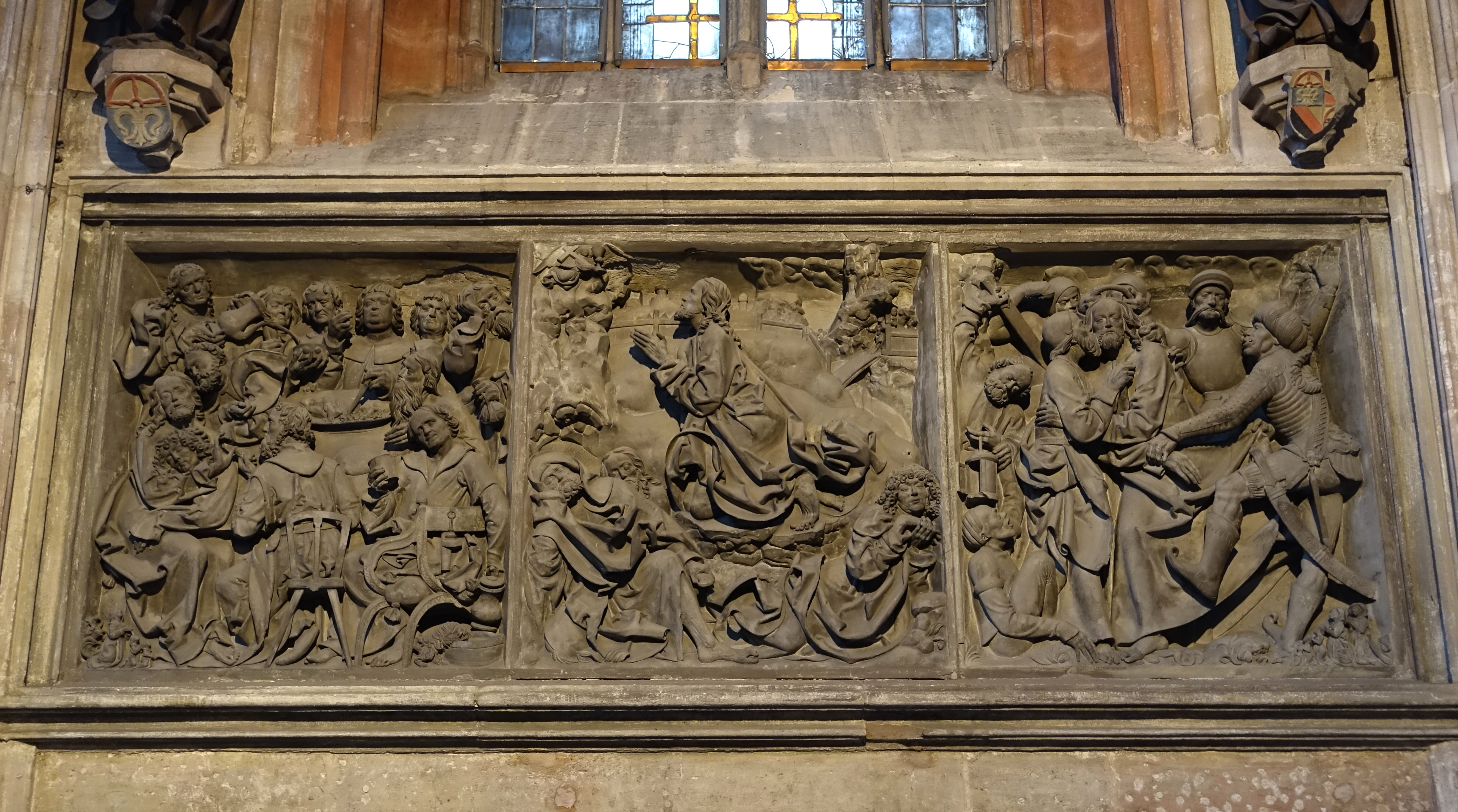
Epitafium Pawła Volckamera

Epitafium Pawła Volckamera – zespół późnogotyckich rzeźb znajdujących się w kościele św. Sebalda w Norymberdze. 

## Opis i analiza dzieła
Wykonane z piaskowca epitafium jest umieszczone przy wschodniej ścianie ambitu. Składa się z trzech reliefów zawierających wybrane sceny z Pasji Chrystusa oraz dwóch pełnoplastycznych o naturalnej wielkości figur Chrystusa Boleściwego i Matki Bolesnej. Reliefy o niemal kwadratowej formie przedstawiają Ostatnią Wieczerzę, Modlitwę w Ogrójcu oraz Pocałunek Judasza/Pojmanie. Niewielkie figurki klęczących postaci mogą przemawiać za tym, iż jest to epitafium. Funkcja kommemoratywno-nagrobna została zupełnie zminimalizowana, klęczące u samego dołu kompozycji postacie Volckamera z dziećmi po lewej stronie oraz jego dwóch żon – Apolonii i Małgorzaty po stronie przeciwnej na pierwszy rzut oka są niewidoczne. Niemal niewidoczne są herby, brakuje tu charakterystycznych dla epitafiów napisów informujących o zmarłym.
Jest to jedno z pierwszych dzieł Wita Stwosza wykonanych podczas drugiego pobytu w Norymberdze. W poszczególnych reliefach widzimy silne odniesienia do krakowskiej twórczości, najpełniejszy tego wyraz stanowi środkowy relief ze sceną Modlitwy w Ogrójcu, który jest uproszczoną kompozycją piaskowcowej rzeźby o tym samym tytule z cmentarza przy krakowskim kościele NMP. Szczególnie rzuca się w oczy podobieństwo w pozie i ułożeniu szat Chrystusa oraz trzymającego w ręce kielich anioła, który znajduje się przy górnym narożu sceny. W formie epitafium dostrzegamy, iż Stwosz zaznajomił się z ówczesnym środowiskiem artystycznym Norymbergi, szczególnie z twórczością Adama Krafta (znanego z sakramentarium w tamtejszym kościele św. Wawrzyńca), który umieścił na zewnętrznych ścianach oraz przyporach kościoła św. Sebalda epitafium Sheyerów i Landauerów – szczególnie rzucają się w oczy analogie w koncepcji – epitafium z wielkimi, płaskorzeźbionymi scenami figuralnymi. Poszczególne sceny Stwoszowego epitafium cechuje zróżnicowanie głębokości reliefu (np. środkowa, przestrzenna kompozycja Ogrójca bardzo kontrastuje z sąsiednimi reliefami, gdzie została zachowana zasada horror vacui) oraz ciągłość scen. Pomimo ramowego podziału, mamy tu przykład wypowiedzi językiem narracji obrazowej, co najlepiej poświadczają połączenie wszystkich scen krajobrazową scenerią oraz zamieszczenie epizodów pocałunku Judasza i Pojmania w jednym reliefie. W tym dziele został również odzwierciedlony charakterystyczny dla Stwosza sposób przedstawienia postaci. Postacie są w gwałtownych ruchach, dynamikę podkreślają gesty tworzące wręcz ekspresyjną grę form. 
Pod wcześniejszymi, gotyckimi baldachimami znajdują się figury Marii i Jezusa. Zbawiciel zwraca się wzrokiem do Boga, okazując mu rany, jest pośrednikiem między Bogiem a człowiekiem, zaś Maria, o mocno zaznaczonej boleścią twarzy, jest współcierpiącą i współodkupicielką, stanowi również pomost między Ziemią a Niebem. Genezy obrazowania Chrystusa Boleściwego i Matki Bolesnej można szukać w rzeźbie i malarstwie późnego gotyku w Polsce. Stwosz przeniósł do Norymbergi ten wątek ikonograficzny, który wkrótce znalazł swoje miejsce w całej Frankonii.

## Datowanie
Epitafium zostało wykonane w 1499 roku. 

## Wybrana bibliografia
- Thomas Bachmann; Markus Hörsch; Rainer Elpel: Sebalduskirche Nürnberg, Nürnberg 2004.
- Zdzisław Kępiński: Wit Stwosz, Warszawa 1981.
- Piotr Skubiszewski: Wit Stwosz, Warszawa 1985.